# Decauville-Bahn von Saint-Ouen-sur-Morin
| Umladestation von 600 mm auf 1000 mm Schmalspur |                     |                                       |                                       |
| Ehemaliger Streckenverlauf der Decauville-Bahn |                     |                                       |                                       |
| Streckenlänge: | 1,9 km              |                                       |                                       |
| Spurweite: | 600 mm (Schmalspur) |                                       |                                       |
| |                     |                                       |                                       |
| \| \| \| L’Hermitière \| \| \| \| \| Bois des Meulières \| \| \| \| \| \| \| \| \| \| \| \| \| \| \| Meterspur-Strecke La Ferté–Montmirail \| \| \| \| \| Umladebahnhof (Le perron) \| \| |                     |                                       |                                       |
| Kopfbahnhof Streckenanfang (Strecke außer Betrieb) |                     | L’Hermitière                          | L’Hermitière                          |
| Strecke (außer Betrieb) · Strecke von links (außer Betrieb) · Kopfbahnhof Streckenende und quer (Strecke außer Betrieb)                                                                   |                     | Bois des Meulières                    | Bois des Meulières                    |
| Strecke nach links (außer Betrieb) · Abzweig geradeaus und von rechts (Strecke außer Betrieb)                                                                                             |                     |                                       |                                       |
| Strecke (außer Betrieb) |                     |                                       |                                       |
| Kreuzung (Strecken außer Betrieb) · Bahnhof quer (Strecke außer Betrieb) |                     | Meterspur-Strecke La Ferté–Montmirail | Meterspur-Strecke La Ferté–Montmirail |
| Strecke nach links (außer Betrieb) · Kopfbahnhof Streckenende und quer (Strecke außer Betrieb)                                                                                            |                     | Umladebahnhof (Le perron)             | Umladebahnhof (Le perron)             |

Die Decauville-Bahn von Saint-Ouen-sur-Morin war eine um 1910 verlegte Feldbahn bei Saint-Ouen-sur-Morin und Saint-Cyr-sur-Morin.

## Streckenverlauf
Die Decauville-Bahn mit einer Spurweite von 600 mm führte von den Steinbrüchen L’Hermitière und Bois des Meulières zum Umladebahnhof an der von den Chemins de Fer Départementaux (CFD) betriebenen Meterspurbahn von La Ferté-sous-Jouarre nach Montmirail an der Marne. Die  vom Umladebahnhof an der CFD-Haltestelle bis zum Restaurant L'Hermitière 1,9 km lange Strecke überwand einen Höhenunterschied von 150 m.

## Geschichte
Der Sandstein von Saint-Ouen-sur-Morin, Saint-Cyr-sur-Morin und Ferté-sous-Jouarre wurde mindestens seit 1598 und vor allem  von 1880 bis 1930 zur Herstellung von Mühlsteinen, zum Bau von Eisenbahnbauwerken und Wohnhäusern abgebaut. Der Betrieb der Meterspurbahn wurde am 24. Juli 1947 eingestellt, so dass auch die Decauville-Bahn spätestens zu diesem Zeitpunkt überflüssig wurde.

## Erhaltene Schienenfahrzeuge
Zwei Kipploren der Decauville-Bahn sind vor dem Restaurant L'Hermitière ausgestellt. Die C'1-Dampflokomotive N°17 (Chemin de Fer Departementaux N° 848-1887) der Meterspurbahn ist am noch erhaltenen ehemaligen Haltepunkt ausgestellt.